# Bertil Lundquister
Adolf Bertil Lundquister, född den 18 april 1897 i Skövde, död den 9 juli 1957 i Stockholm, var en svensk författare och sångtextförfattare. Han skrev även manus till filmen Stål (1940) och var 1924–1926 den förste redaktören för Uppsalastudenternas kårtidning Ergo.

## Biografi
Lundquister avlade studentexamen i Skövde 1915, filosofie kandidatexamen 1922 och filosofie licentiatexamen 1924. Han gifte sig 1925 med Greta Hultquist. Lundquister var medarbetare i olika tidningar 1915–1924, i Stockholms-Tidningen 1926–1929, i Nordisk familjeboks redaktion från 1929. Han är begraven på Sankta Elins kyrkogård i Skövde.